# Radha (nome)
Radha è un nome proprio di persona femminile diffuso in diverse lingue.

## Origine e diffusione

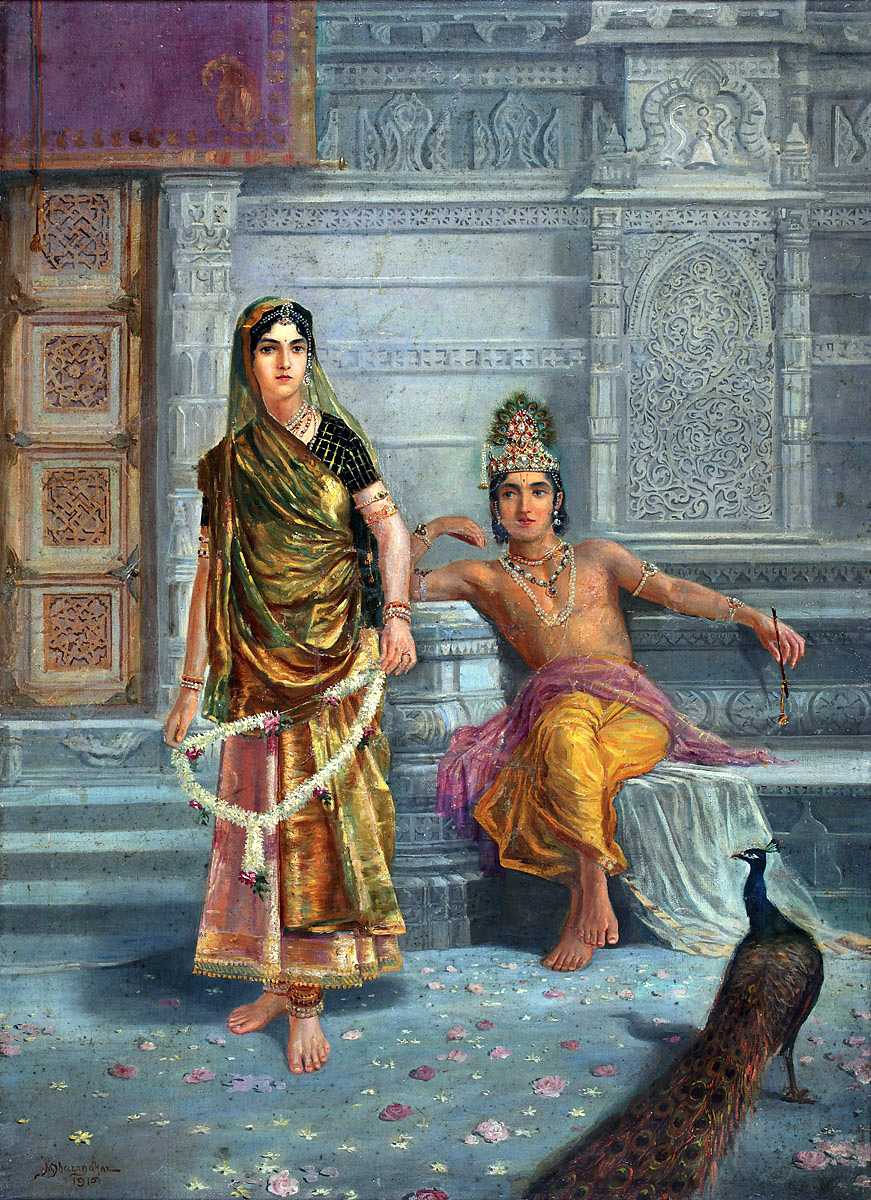
Rādhā e Krishna, di M. V. Dhurandhar

È un nome diffuso nel subcontinente indiano, legato alla tradizione induista, in quanto portato da Rādhā, la consorte prediletta del dio Krishna; etimologicamente, si basa sul sanscrito राधा (radha), che vuol dire "successo" o anche "perfezione" e "ricchezza".
Tale nome è attestato in lingua hindi e marathi (राधा), telugu (రాధా), tamil (ராதா) e kannada (ರಾಧಾ), e gode di un certo utilizzo anche al maschile; esiste inoltre una variante, Radhika, presente, oltre che nelle lingue già citate (राधिका in hindi e marathi, రాధిక in telugu, ராதிகா in tamil e ರಾಧಿಕಾ in kannada), anche in malayalam (രാധിക) e gujarati (રાધીકા).
Un nome identico è diffuso anche in Irlanda; in questo caso, si tratta di un nome di origine celtica, correlato al termine radharc ("visione") o anche a ruadh ("rosso", dal quale derivano anche i nomi Ruadh e Ruaidhrí).

## Onomastico
Il nome è adespota, cioè non è portato da alcuna santa, quindi l'onomastico ricade il 1º novembre, festai di Tutti i Santi.

## Persone
- Radha Bharadwaj, regista, sceneggiatrice e produttrice cinematografica indiana
- Radha Mitchell, attrice australiana